# Francesca D'Oriano
Francesca D'Oriano (Firenze, 26 settembre 1975) è un'ex tuffatrice italiana.

## Biografia
Nata a Firenze nel 1975, a 20 anni ha partecipato ai Giochi olimpici di Atlanta 1996, in entrambe le gare femminili: il trampolino 3 metri, dove ha terminato al 24º posto con 208.77 punti, e la piattaforma 10 metri, dove è arrivata ventottesima con 202.86 punti. In nessuno dei due casi è riuscita ad arrivare in finale.